# Sovsko jezero
Sovsko jezero smješteno je na šumovitim sjevernim padinama Dilja. Naziva se i "Modrim okom Slavonije", jer se nalazi u maloj, okrugloj, prirodnoj depresiji koja oblikom i tamnom modro-zelenom bojom podsjeća na oko.

## O jezeru
Postanak i zadržavanje vode u jezeru povezani su s izvorom koji ga prihranjuje, a koji je unutar samog jezera. S položenije i pliće istočne i sjeveroistočne strane okružuje ga šuma hrasta kitnjaka i običnog graba, a u nekim dijelovima i bukova šuma. Uz njegove zapadne i južne strane prostiru se pašnjaci, stari voćnjaci i oranice, što svjedoči o dugotrajnoj čovjekovoj prisutnosti u okolici jezera. Budući da je Sovsko jezero jedinstven primjerak prirodnoga jezera uz koje se razvila mala travnata oaza u inače šumovitome brdsko-brežuljkastom području brdsko-kontinentske Hrvatske, jezero je s okolnim područjem zaštićeno kategorijom zaštićeni krajolik. Zbog svoje razmjerno male površine od 3600m², jezero se ne može smatrati ornitološkim rezervatom, ali ono je svakako ekološki važno utočište nekih ptica močvarica (trstenjaka, liske, gnjuraca, dviljih patki). Od riba u jezeru živi samo zlatni karas. Ribolov je dopušten samo u određenom razdoblju, a poribljavanje drugim vrstama najstrože je zabranjeno. Rubovi jezera obrasli su trskom, rogozom i drugom močvarnom vegetacijom. Zbog velike proizvodnje organske tvari, u jezeru dolazi do ubrzane sedimentacije, sniženja razine jezera i zatrpavanja. Razlog tome je stalni manjak vode uzrokovan nepovoljnim hidrološkim prilikama, tj. nedovoljnom količinom padalina. Sovsko jezero poznato je po dobrom turističkom potencijalu pa je postalo i poznato izletište, a brojnim izletnicima atraktivne su šetnje po svježe pokošenim proplancima baš kao i šetnja kroz okolnu šumu.